# Tripsacum pilosum
Tripsacum pilosum är en gräsart som beskrevs av Frank Lamson Scribner och Elmer Drew Merrill. Tripsacum pilosum ingår i släktet Tripsacum och familjen gräs. Inga underarter finns listade i Catalogue of Life.